# 阿达洛尔
阿达洛尔是一种含氮有机化合物，化学式C
26H
39NO
4，带有金刚烷基团，能用作β受体阻滞剂。